# Philippe Christanval
Philippe Charles Lucien Christanval (Pariz, 31. kolovoza 1978.) je umirovljeni francuski nogometaš koji je igrao na poziciji središnjeg obrambenog igrača.

## Karijera

### Klupska karijera
Philippe Christanval je profesionalnu nogometnu karijeru započeo u AS Monacu 1999. godine te je u klubu ostvario 81 prvoligaški nastup te postigao jedan pogodak. S klubom je osvojio francusko prvenstvo u sezoni 1999./00. te nastupio u nekoliko utakmica Lige prvaka. Igrač je prvi prvenstveni (i jedini za Monaco) pogodak postigao 4. listopada 1997. na gostovanju kod Le Havrea (1:1). Igraču je 2000. dodijeljena godišnja nagrada za najboljeg mladog igrača Ligue 1.
U lipnju 2001. prelazi u Barcelonu u transferu vrijednom 6,5 milijuna GBP. To je bilo jedno od lošijih razdoblja Christanvalove karijere jer se tamo nekoliko puta ozlijedio te je zbog toga 2003. otišao u Olympique Marseille.
Nakon dvije sezone u Marseilleu, igrač je dva tjedna bio na probi u Arsenalu, ali ga je menadžer Topnika Arsène Wenger u konačnici odbio. Zbog toga je otišao u redove gradskog rivala Fulhama. Tadašnji trener kluba Chris Coleman je prilikom Christanvalovog potpisivanja ugovora s klubom izjavio: "Philippe je igrač kojeg sam tražio od kada sam Fulhamov menadžer. Bio je odličan u Barceloni ali zbog problema s ozljedama nije bio omiljen među nekoliko posljednjih trenera koje je imao. Njegova kvaliteta je ovdje - možete ju vidjeti. Napravio je dobru odluku te po meni najbolji braniči često donose dobre odluke".
U svojem prvom nastupu za Fulham, Christanval je igrao na poziciji defenzivnog veznog gdje je bio veoma uspješan te je tamo igrao zajedno s Papa Bouba Diopom. Njegove igračke kvalitete tijekom igranja za Fulham bile su veoma očite te je unatoč poziciji defenzivnog veznog imao dobar pregled igre. Svoji prvi premijerligaški pogodak igrač je postigao 13. siječnja 2006. u utakmici protiv West Ham Uniteda (3:3). Tijekom karijere u Fulhamu igrač je imao problema s ozljedama te je tijekom sezone 2007./08. imao jedan nastup za klub i to kao zamjena.
Krajem sezone 2007./08. Christanval je napustio klub te je kao slobodan igrač bio na probi kod Blackburn Roversa. Povezivalo ga se i s Torontom iz MLS|MLS-a dok je igrač profesionalnu karijeru karijeru 9. travnja 2009. zbog nemogućnosti da pronađe novi klub.

### Reprezentativna karijera
Philippe Christanval je debitirao za francusku reprezentaciju 7. listopada 2000. na prijateljskoj utakmici protiv JAR-a u Johanesburgu (0:0). Bio je član reprezentacije koja je 2002. nastupila na Svjetskom prvenstvu u Japanu i Južnoj Koreji dok se iz Tricolora povukao 2003. prikupivši ukupno 6 nastupa za reprezentaciju.

## Osvojeni trofeji

### Klupski trofeji
| Francuska | Francuska | Francuska |
| Klub      | Trofej    | Sezona    |
| --------- | --------- | --------- |
| AS Monaco | Ligue 1   | 1999./00. |

## Vanjske poveznice
- Profil igrača na Soccerbase.com  Arhivirana inačica izvorne stranice od 29. ožujka 2009. (Wayback Machine)